# Лоун-Стар (Техас)
Лоун-Стар (англ. Lone Star) — місто (англ. city) в США, в окрузі Морріс штату Техас. Населення — 1400 осіб (2020).

## Географія
Лоун-Стар розташований за координатами 32°56′24″ пн. ш. 94°42′33″ зх. д. / 32.94000° пн. ш. 94.70917° зх. д. (32.939956, -94.709123).  За даними Бюро перепису населення США в 2010 році місто мало площу 5,18 км², з яких 5,13 км² — суходіл та 0,05 км² — водойми.

## Демографія
Згідно з переписом 2010 року, у місті мешкала 1581 особа в 637 домогосподарствах у складі 413 родин. Густота населення становила 305 осіб/км².  Було 754 помешкання (146/км²).
Расовий склад населення:
| - 62,7 % — білих - 25,4 % — чорних або афроамериканців - 0,4 % — корінних американців - 0,3 % — вихідців з тихоокеанських островів - 0,3 % — азіатів - 7,7 % — осіб інших рас |

До двох чи більше рас належало 3,2 %. Частка іспаномовних становила 11,3 % від усіх жителів.
За віковим діапазоном населення розподілялося таким чином: 27,9 % — особи молодші 18 років, 56,9 % — особи у віці 18—64 років, 15,2 % — особи у віці 65 років та старші. Медіана віку мешканця становила 35,5 року. На 100 осіб жіночої статі у місті припадало 89,3 чоловіків;  на 100 жінок у віці від 18 років та старших — 80,7 чоловіків також старших 18 років.
Середній дохід на одне домашнє господарство  становив 40 073 долари США (медіана — 29 028), а середній дохід на одну сім'ю — 47 908 доларів (медіана — 42 222). За межею бідності перебувало 29,1 % осіб, у тому числі 49,5 % дітей у віці до 18 років та 13,9 % осіб у віці 65 років та старших.
Цивільне працевлаштоване населення становило 447 осіб. Основні галузі зайнятості: виробництво — 26,2 %, освіта, охорона здоров'я та соціальна допомога — 21,0 %, транспорт — 8,5 %, будівництво — 6,9 %.